# Commanderie de Montsaunès
La commanderie de Montsaunès est située dans le département de la Haute-Garonne à 20 km à l'est de Saint-Gaudens et à une soixantaine de kilomètres au sud-ouest de Toulouse.

## Historique
Les archives de la commanderie n'ont pas conservé la charte de sa fondation. Elle existait déjà en 1142, puisque c'est l'année où le Temple de Montsaunès se voit recevoir une donation par Fourtanier de Toulouse . Au fur et à mesure des nombreuses donations en terre et en biens par les seigneurs locaux entre 1156 et 1193, la commanderie se présente rapidement comme la principale commanderie de Haute-Garonne. Ce titre fut confirmé par le pape Alexandre III en 1170 lorsque celui-ci donna sa protection apostolique aux troupeaux et aux domaines.
La notoriété de la commanderie au milieu du XIIe siècle permit à certains nobles de la région de prononcer les vœux à l'ordre du Temple. On peut citer entre autres Raimon At d'Aspet (1156) et Raimon Guilhem de Couts (1168).
La principale activité de Montsaunès fut l'élevage, la culture des céréales et de la vigne.
À la fin du XIIIe siècle, les Templiers de Montsaunès octroyèrent des libertés et franchises à plusieurs villes et dépendances de la commanderie. Après la suppression de l'ordre du Temple, Montsaunès devint une des principales commanderies de l'ordre de Saint-Jean de Jérusalem, avec ses dépendances à Mazères-sur-Salat, Ausseing, Plagne, Figarol, Cadelhan, Salles, etc.. 
Une fois sous possession hospitalière la commanderie porta son attention sur ses fortifications jugées insuffisantes, et Raymond de Lescure, alors prieur de Toulouse, fit élever à partir de 1397 un fort composé de maisons entourées d'un mur de défense.
Mais durant les guerres de Religion, la richesse de la commanderie s'amenuisa à tel point qu'à la fin du XVIe siècle, les rentes et redevances ne pouvaient plus être honorées.

## Possession
La commanderie de Montsaunès avait des dépendances dans la région..

- Commanderie de Saint-Marcet (dépendance),
- Commanderie de Boudrac (dépendance).

Elle gérait également de plus petites commanderies dont celles de :
- Mazères-sur-Salat
- Lestelle-de-Saint-Martory,
- Figarol, don d'une portion du territoire par Waïfre de Montpézat[5].
- Escanecrabe,
- Saint-Jean de Plante.

Et de nombreuses possessions :
- Guau,
- Salies-du-Salat, don de Dodon de Samatan, dit Bernard III, comte de Comminges, en 1178[6]
- Saint-Martory,
- Saint-Gaudens, don de Bernard de Bazus[7].
- Valentine,
- Laffite-Toupière,
- Soueich,
- Saleich,
- Arbon,
- Gaillartville,
- Bamville
- Ville et château de Canens, don de Aramon d'Aspet en 1156[1]
- Ville de Vernet, don de Raymond d'Aspet en 1186[1]
- Cadelhan,
- Salles,
- Plagne[8],
- Roquefort,
- Ausseing,
- Saint-Cyrac,

## Organisation
Il ne reste que peu de vestiges mise à part la chapelle.

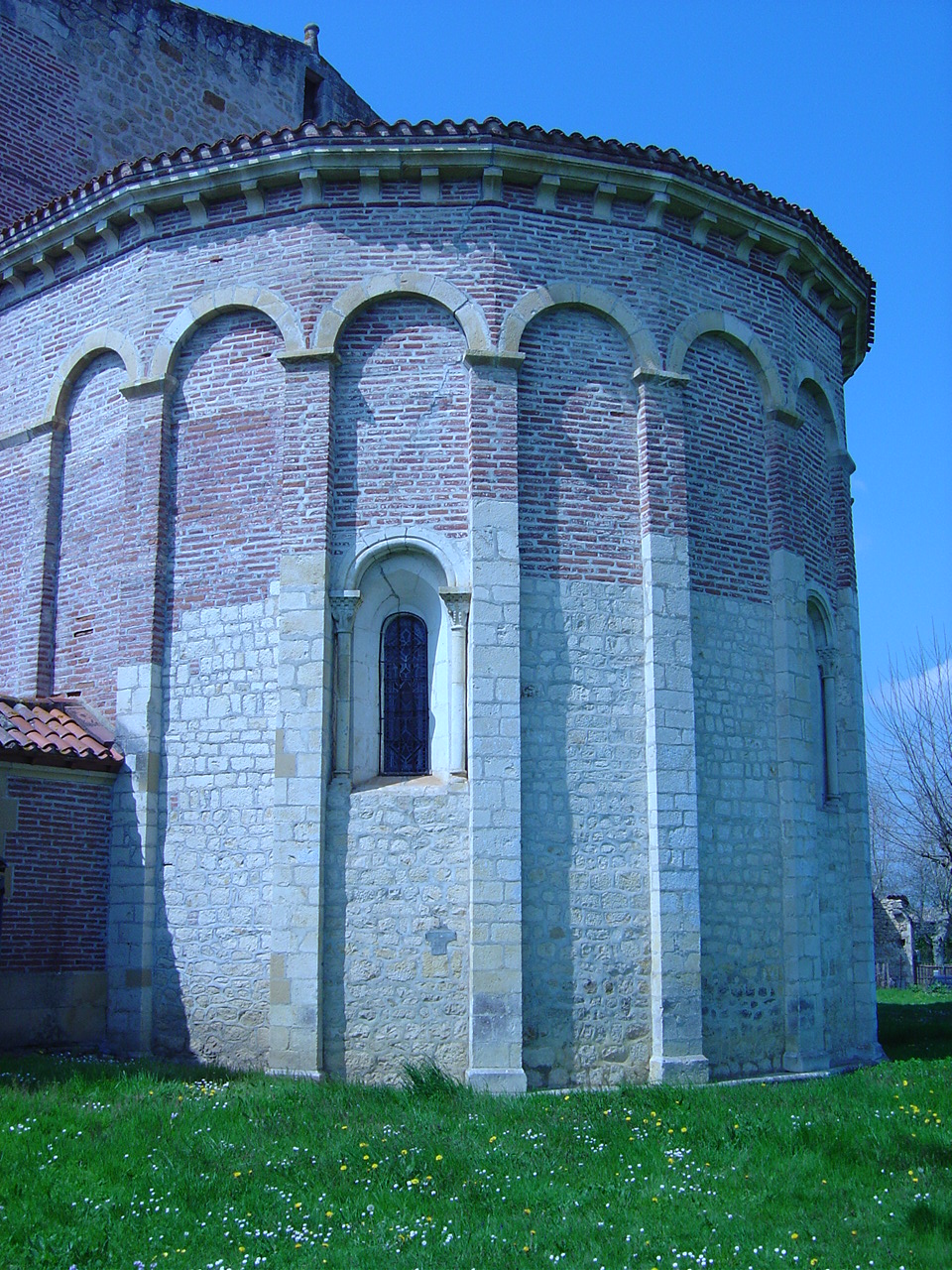

### La chapelle

#### Extérieur

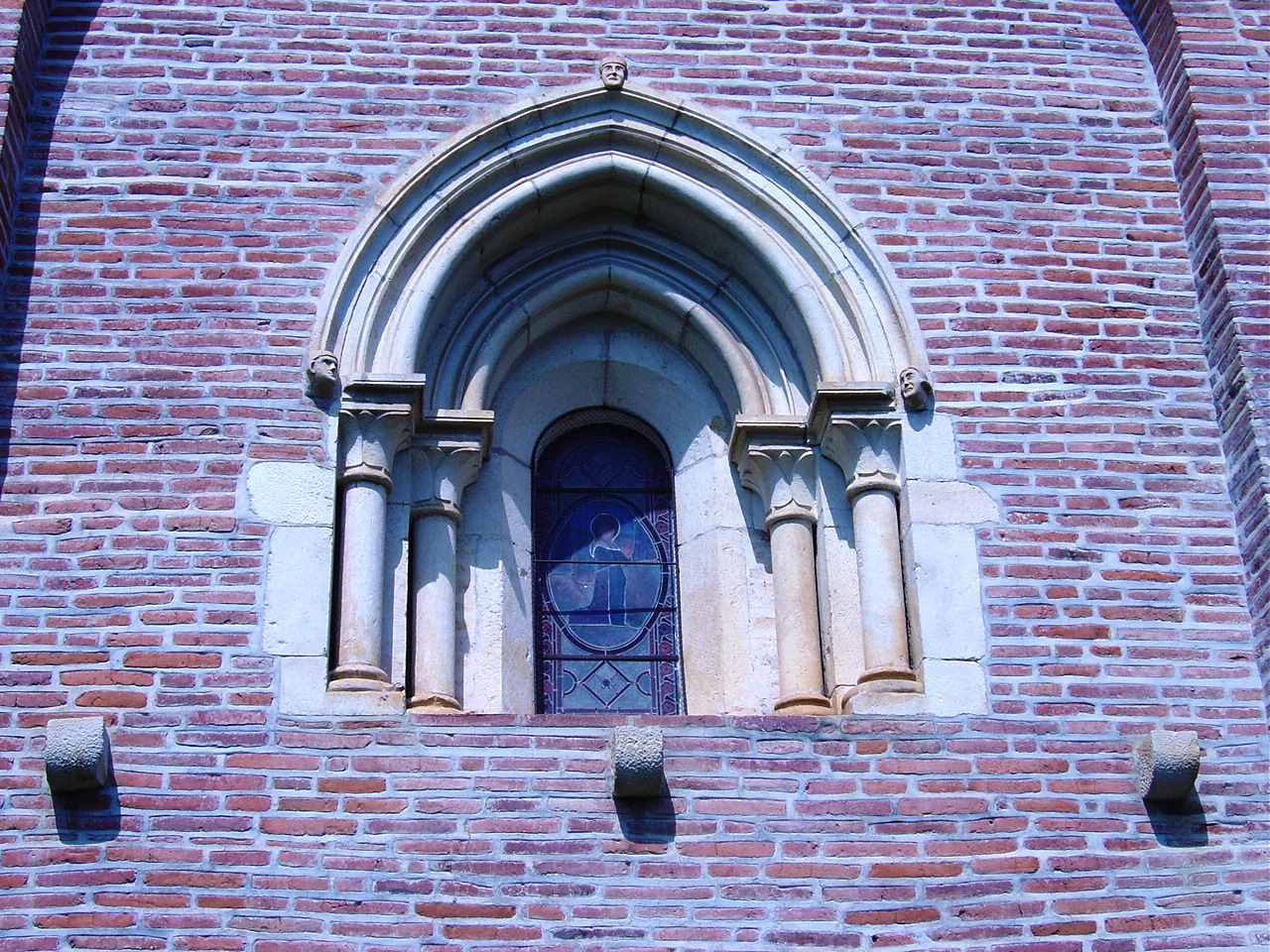

Construite avant 1180, elle est romane.
En s'approchant, on remarque de fines sculptures sur les trois arcades du portail ouest ainsi que sur les quatre colonnettes qui l'encadrent.
La rosace est également remarquable, constituée de treize cercles (un grand et douze plus petits) représentant le Christ-Soleil et les Apôtres-zodiaque.

#### Intérieur
L'intérieur de la chapelle est remarquable car décoré de fresques datant du début du XIIIe siècle présentant un grand nombre de figures géométriques.
Se trouvant sur le chemin de Saint-Jacques-de-Compostelle, le décor intérieur y trouve son inspiration. On peut y observer des schémas astronomiques donnant le lieu et la date précise.

## Commandeurs
Liste établie à partir des travaux d'Antoine du Bourg, ceux-ci étant connus pour ne pas être toujours très précis concernant la période templière. Les informations erronées sont corrigées à partir de l'analyse  du cartulaire de Montsaunès par Charles Higounet et par la liste des commandeurs établie par Émile-Guillaume Léonard:
| Nom du commandeur templier                            | Dates                                   | Nom du commandeur hospitalier                       | Dates     |
| ----------------------------------------------------- | --------------------------------------- | --------------------------------------------------- | --------- |
| Pierre Bérenger                                       | 1161-1165,                              | Guillaume de la Tour                                | 1336-1343 |
| Pierre d'Astugue [Erreur] cf. Arbiel de Plana Silva   | 1166-1167                               | Aldebert de Gozon                                   | 1366-1373 |
| Arbiel de Plana Silva                                 | c.1165-1168,                            | Raymond de Lescure (prieur de Toulouse)             | 1397-1408 |
| Guilhem de Toulouse                                   | 1170,                                   | Bertrand d'Arpajon (prieur de Toulouse)             | 1437      |
| Géraud de Thézan Odon de Bazus                        | c.1175-1176,                            | Dominique de Bordes                                 | 1455      |
| Arnaud At d' Ariel ou Auger de Cun                    | c.1176-1177 ou ?-1177                   | Pierre de Campagne                                  | 1472-1483 |
| Guilhem de la Garrigue                                | 1177-1179,, c.1184                      | Oddet de las Graulas (receveur du grand prieuré)    | 1484-1485 |
| Auger de Cun                                          | 1180-1184, 1184-1193 et 1182-1188, 1190 | Joan de Cabanas                                     | 1492-1508 |
| Fortanier d'Estampures (la): Fortanerius de Stampuras | 1190 1202-1203 1210-1213 1220-1222      | Gaston de Verduzan                                  | 1511-1513 |
| Auger de Cun (2e fois)                                | 1201, 1206-1207                         | Jean Salomon                                        | 1513-1527 |
| Bertrand de la Fitte (la): Bertrandus de Zafita       | 1201                                    | Gabriel de Sézon                                    | 1532      |
| Arnaud de Martres                                     | 1224                                    | Louis de Sabron                                     | 1536-1542 |
| Pélegry d'Isault (la): Peregrinus de Isalt            | 1230, 1235-1237, 1240                   | Pierre de Beaulac-Tresbons                          | 1543-1544 |
| Fortanier de Seados                                   | 1241-1244 1248-1249                     | Severin de Pagèze d'Azas                            | 1544-1547 |
| Pierre du Bois (de Nemore)                            | 1245                                    | Louis de Caritat                                    | 1547-1557 |
| Bernard de Mancioux                                   | 1250-1251                               | Pierre de Gozon-Mélac                               | 1558-1559 |
| Ariol d'Aspet                                         | 1253-1260                               | François de la Panisse Montfaucon                   | 1559-1565 |
| Hugues Radulphe                                       | 1260-1261                               | Severin de Pagèze d'Azas (2e fois)                  | 1559-1565 |
| Pierre de Sombrun                                     | 1270-1271                               | Jean de Maignant-Montagut                           | 1567-1580 |
| Pierre de Gavaret                                     | 1272-1273                               | N. de Perles                                        | 1580-1581 |
| Arnaud-Raymond de Prunière                            | 1276                                    | Pierre de Montauban-Vignedemor (prieur de Toulouse) | 1583-1597 |
| Bernard Guillaume d'Espello                           | 1279                                    | Jean des Comtes de Vintimille                       | 1604-1611 |
| Sénebrun de Pins                                      | 1279, 1280, 1287, 1288                  | Joachim de Montaigut-Fromigières                    | 1613-1633 |
| Arnaud de Calmont                                     | 1290-1291                               | Pierre d'Arnabe d'Hornollac                         | 1633-1640 |
| Sénebrun de Pins (2e fois) (la): Senebrunus de Prani  | 1298                                    | ?                                                   | ...       |
| Arnaud de Calmont (2e fois) [incertain]               | 1298-1299                               | Charles de Pechpeyron-Comminges-Guitard             | 1658-1670 |
| Sénebrun de Pins ( 2e ou 3e fois)                     | 1303                                    | Nicolas de Varadier de Saint-Andéol                 | 1677-1693 |
| Bernard de Revel (mort sur le bûcher)                 | 1305-1306                               | Jean de Nobles-Desplatz-Saint-Amadour               | 1695-1701 |
| Nom du commandeur hospitalier                         | Dates                                   | Henri de Pontevès-Bargême                           | 1722      |
| Jean de Laffas                                        | 1313                                    | Joseph-Scipion de Raymond d'Eaulx                   | 1727-1759 |
| Benoit de Caussade                                    | 1314                                    | Agricole Dominique de Baroncelly-Javon              | 1759-1764 |
| Huchet de Rygher                                      | 1323-1325                               | Paul-Antoine de Viguier                             | 1766-1774 |
| Guichard de l'Ongle                                   | 1325-1330                               | Henri de la Barthe                                  | 1774-1783 |
| Isnard de Saint Martin                                | 1330-1331                               | Le bailli de la Brillame                            | 1784-1789 |